# Ленкава (Свентокшиське воєводство)
Ленкава (пол. Łękawa) — село в Польщі, у гміні Казімежа-Велька Казімерського повіту Свентокшиського воєводства.
Населення — 346 осіб (2011).
У 1975-1998 роках село належало до Келецького воєводства.

## Демографія
Демографічна структура на день 31 березня 2011 року:
|          | Загалом | Допрацездатний вік | Працездатний вік | Постпрацездатний вік |
| -------- | ------- | ------------------ | ---------------- | -------------------- |
| Чоловіки | 177     | 43                 | 111              | 23                   |
| Жінки    | 169     | 35                 | 85               | 49                   |
| Разом    | 346     | 78                 | 196              | 72                   |